# Aérodrome de Gap - Tallard
L’aérodrome de Gap - Tallard (code IATA : GAT • code OACI : LFNA) est un aérodrome ouvert à la circulation aérienne publique (CAP), situé sur la commune de Tallard à 12 km au sud-sud-ouest de Gap dans les Hautes-Alpes (région Provence-Alpes-Côte d'Azur, France).
Il est utilisé pour la pratique d’activités de loisirs et de tourisme (aviation légère, planeur, hélicoptère, parachutisme et montgolfière).

## Histoire
C'est dans les années 1930 que débutent les activités aéronautiques. L'aéro-club alpin aménage en effet une piste en herbe.
Pendant la Seconde Guerre mondiale, la piste est rendue inutilisable par l'armée italienne qui la neutralise au moyen de tranchées afin d'empêcher son utilisation par les Alliés.
La fin des années 1940 marque le commencement de l'activité vol à voile. Le planeur est actuellement une des principales activités de cet aérodrome.
Dans les années 1970, la Chambre de commerce et d'industrie des Hautes-Alpes prend en charge la gestion de l'aérodrome. Une piste en dur et des taxiways sont construits, ainsi que des locaux aux abords de la piste. Le 18 novembre 1971, une première liaison aérienne entre Cannes et Gap-Tallard voit le jour en Piper PA-31 Navajo d'Air Mistral en trente-cinq minutes puis une ligne aérienne régulière Gap - Paris en 1972 exploitée par la compagnie aérienne Air Alpes. Elle fonctionnera jusqu'en 1977.
En 1998 et 1999, l'aérodrome a accueilli le Mondial de l'Air, salon de l'aviation légère et de loisir.
Afin de favoriser le désenclavement de la ville et son essor économique, un projet de liaison aérienne entre Gap et Paris-Le Bourget a été portée par l'Union pour les entreprises du département des Hautes-Alpes, la Chambre de commerce et d'industrie des Hautes-Alpes et la député LREM de 1ère circonscription des Hautes-Alpes Pascale Boyer. L'enquête commandée par l'Union pour les entreprises du département des Hautes-Alpes vise à « mieux connaître les besoins en matière de déplacement, notamment vers Paris ».
À la suite de cette réflexion, une première liaison aérienne a pu être inaugurée le mardi 23 octobre 2018 par un Pilatus PC-12.
En mai 2018 se tient la première édition du meeting de Gap - Tallard,la seconde édition se tient en octobre 2021, et la troisième en mai 2024 où plus de cinquante mille personnes assistent aux démonstrations.

## Installations
Le terrain où est installé l'aérodrome, est constitué par une plaine alluviale, à la confluence de la Durance et du Rousine. La partie ouest est longée par la route nationale 85. A 1 km de là, plus au sud, se trouve l'échangeur autoroutier de La Saulce, extrémité nord de la A51.

Plan de l'aérodrome de Gap - Tallard

L’aérodrome dispose de trois pistes orientées sud-nord (02/20) :
- une piste bitumée longue de 965 m et large de 30 ;
- une piste en herbe longue de 700 m et large de 80, réservée aux planeurs et aux largueurs de parachutistes pour leur atterrissages. Elles sont situées de part et d'autre de la mini piste bitumée. ;
- une mini piste bitumée longue de 443 m et large de 10, réservée aux ULM et aux planeurs.

L’aérodrome n’est pas contrôlé mais dispose d’un service d’information de vol (AFIS) et d’un service automatique de diffusion (ATIS). Les communications s’effectuent sur les fréquences de 129,330 MHz pour l’ATIS et de 119,105 MHz pour l’AFIS. 
Des taxiways relient la piste principale aux différentes infrastructures de l'aérodrome et à l'aéropole, zone d'activité économique principalement orientée vers l'aéronautique.
S’y ajoutent une station d’avitaillement en carburant (UL 91, 100LL et Jet A1) et un restaurant, le Jump.
À l'ouest des pistes est aménagé une aire d'atterrissage pour le parachutisme. En outre, tout l'espace aérien de cette partie ouest de l'aérodrome est réservé à cette activité sportive.

## Activités
L'activité principale de l'aérodrome est basée sur la pratique de sports aériens. En 2004, près de 80 000 mouvements ont été comptabilisés, ce sont plus de 100 000 désormais depuis 2010. Ces mouvements correspondent aux mouvements commerciaux (transport public) et non commerciaux (avions d'aéroclubs, de particuliers, vols d'entrainement). C'est le seul et principal centre européen multi-sports aériens. L'aérologie des vallées environnantes et le climat local (plus de 300 jours de soleil par an) font de la plate-forme un lieu prisé des sportifs.
| Année                     | 2000   | 2001   | 2002   | 2003   | 2004   | 2005   | 2006  | 2007  | 2009  | 2010  |
| ------------------------- | ------ | ------ | ------ | ------ | ------ | ------ | ----- | ----- | ----- | ----- |
| Mouvements aériens totaux | 60 477 | 59 083 | 64 946 | 23 252 | 74 575 | 55 094 | 48631 | 46408 | 48181 | 48240 |
|                           | 2011   | 2012   | 2013   | 2014   | 2015   | 2016   | 2017  | 2018  | 2019  | 2020  |
|                           | 56612  | 54431  | 48889  | 47966  | 49035  | 51063  | 54181 | 53001 | 51584 | 38491 |
|                           | 2021   | 2022   | 2023   | 2024   |        |        |       |       |       |       |
|                           | 42462  | 43042  | 39473  | 36231  |        |        |       |       |       |       |

- le parachutisme : plusieurs écoles de parachutisme ont élu domicile sur l'aérodrome[15]. En 2002, 65 000 sauts ont été réalisés ; et 75 000 en 2004 ce qui constitue le record de France[16].

| Date | Nom de l'épreuve                         |
| ---- | ---------------------------------------- |
| 2003 | Championnats du monde toutes disciplines |
| 2001 | Championnats de France                   |
| 1995 | Championnat du monde de vol relatif      |
| 1992 | Coupe du monde de vol relatif            |
| 1990 | Coupe d’Europe de vol relatif            |

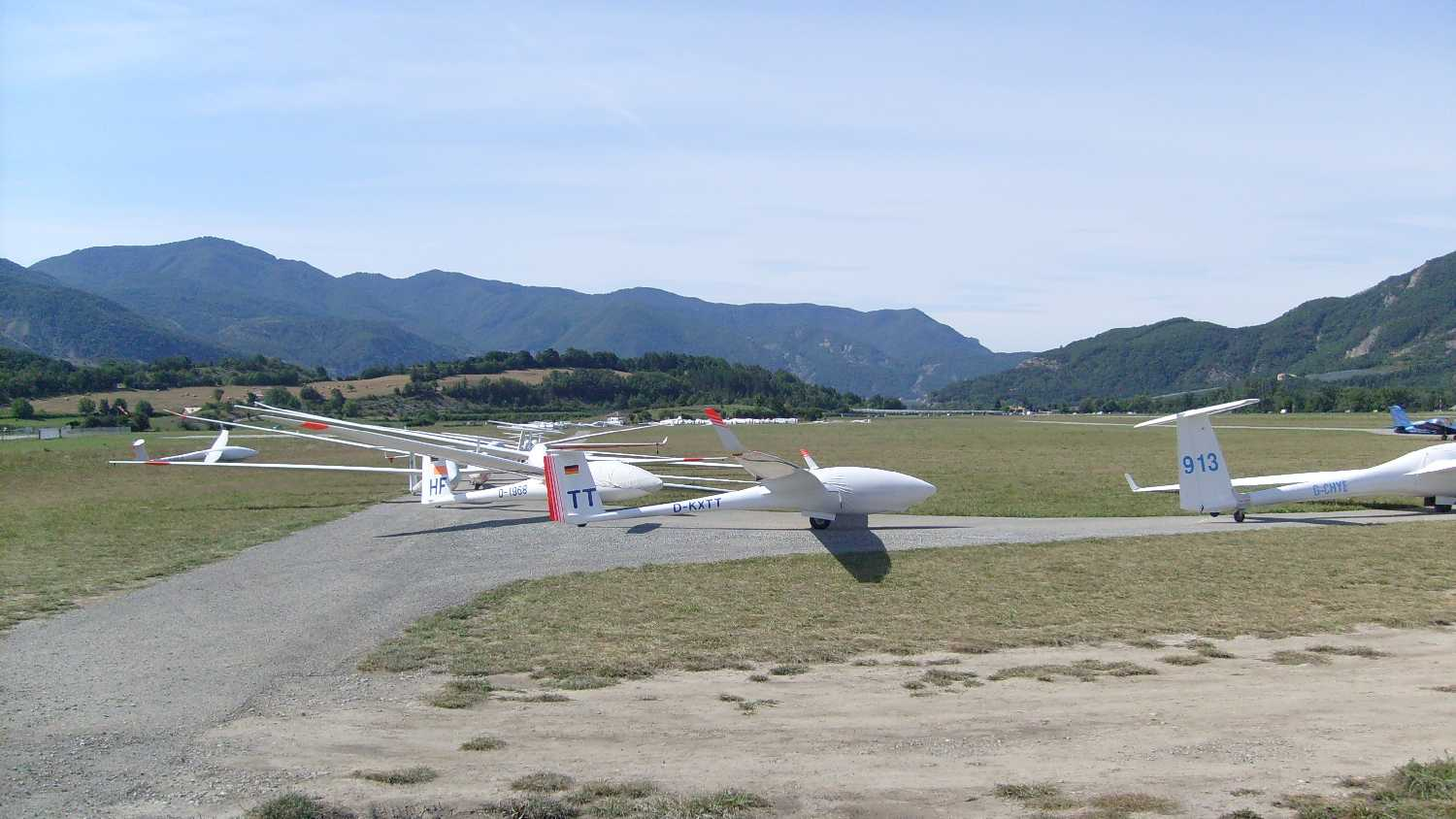
Planeurs sur l'aérodrome de Gap - Tallard.

- le vol à voile : l'aérodrome est également beaucoup utilisé par les pratiquants de ce sport. Un  nombre important de vélivoles viennent d'Allemagne voire d'Autriche. C'est principalement durant les mois de mars, avril et en été que l'activité du vol à voile atteint son maximum. Les planeurs utilisent la piste de 443 mètres et la piste en herbe lors des atterrissages.
- Les autres activités aériennes  de la plate-forme de Gap - Tallard sont multiples : ULM, autogire, montgolfière, hélicoptère, paramoteur, avion.

Les mouvements commerciaux de passagers sur l'aérodrome sont peu nombreux et la totalité sont des vols non réguliers. Ces mouvements commerciaux correspondent aux appareils réalisant du transport public et effectués par des entreprises autorisées.
| Année                           | 1997  | 1998  | 1999  | 2000  | 2001  | 2002  | 2003  | 2004  | 2005  | 2006  | 2007  |
| ------------------------------- | ----- | ----- | ----- | ----- | ----- | ----- | ----- | ----- | ----- | ----- | ----- |
| Nombre de passagers commerciaux | 1 226 | 1 066 | 1 056 | 1 186 | 1 222 | 1 175 | 2 500 | 3 080 | 2 776 | 1 611 | 1 116 |

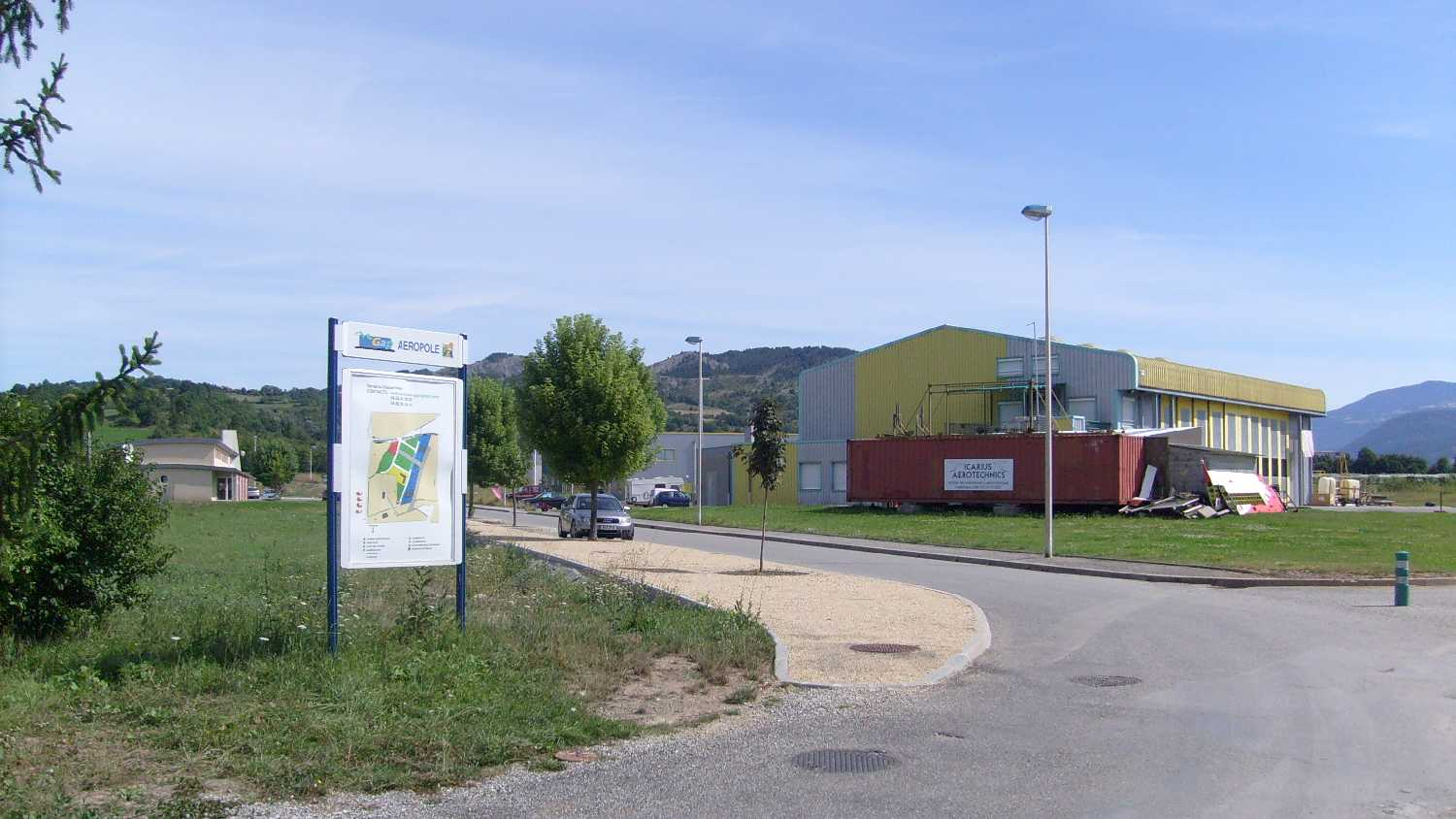
Vue partielle de l'aéropole.

Les mouvements de fret et de poste sont inexistants.
Il existait également sur la plate-forme une activité de recherche scientifique. En effet, le CNES utilisait l'aérodrome comme centre de lancement d'aérostats stratosphériques. Cette activité s'effectuait durant les mois de mai, juin et juillet. À cette époque de l'année, les vents en haute altitude et sous cette latitude, prennent une orientation ouest. Les aérostats lancés étaient récupérés quelques heures après, plus à l'ouest.
À une centaine de mètres, reliée par un taxiway se trouve l’aéropole. Sur environ 10 ha sont installées plusieurs entreprises. Leurs activités sont orientées vers l’aéronautique : maintenance, construction, études et développement,.
À l'est de l'aérodrome était implantée une hélistation militaire. Mais ce centre de formation d'équipages a fermé en 2009, à la suite du plan de modernisation de la Défense. Le site a été acheté par le conseil général des Hautes-Alpes afin de reconvertir ce site. Actuellement des sociétés de maintenance aéronautique occupent les locaux.